# Melanagromyza fabae
Melanagromyza fabae är en tvåvingeart som beskrevs av Spencer 1973. Melanagromyza fabae ingår i släktet Melanagromyza och familjen minerarflugor. Inga underarter finns listade i Catalogue of Life.